# Scott Simonson
Scott Simonson (13 aprile 1992) è un giocatore di football americano statunitense che milita nel ruolo di tight end per i New York Giants della National Football League (NFL).

## Biografia

### Oakland Raiders
Dopo avere giocato all'università a football all'Assumption College, Simonson non fu scelto nel corso del Draft NFL 2014, firmando con gli Oakland Raiders. Il 6 dicembre 2014 fu promosso nel roster attivo, disputando quattro partite nella sua stagione da rookie. Il 4 giugno 2015 fu svincolato.

### Carolina Panthers
Il 10 giugno 2015, Simonson firmò con i Carolina Panthers. Quell'anno disputò dieci partite ricevendo il suo primo passaggio da 10 yard da Cam Newton. A fine stagione raggiunse il Super Bowl 50.

## Palmarès

### Franchigia
- National Football Conference Championship: 1

Carolina Panthers: 2015

## Statistiche
| Partite totali         | 14 |
| Partite da titolare    | 0  |
| Ricezioni              | 1  |
| Yard ricevute          | 10 |
| Touchdown su ricezione | 0  |

Statistiche aggiornate alla stagione 2015